# Dolichopeza (Trichodolichopeza) flavifrons
Dolichopeza (Trichodolichopeza) flavifrons is een tweevleugelige uit de familie langpootmuggen (Tipulidae). De soort komt voor in het Afrotropisch gebied.